# 70-річчя визволення Києва

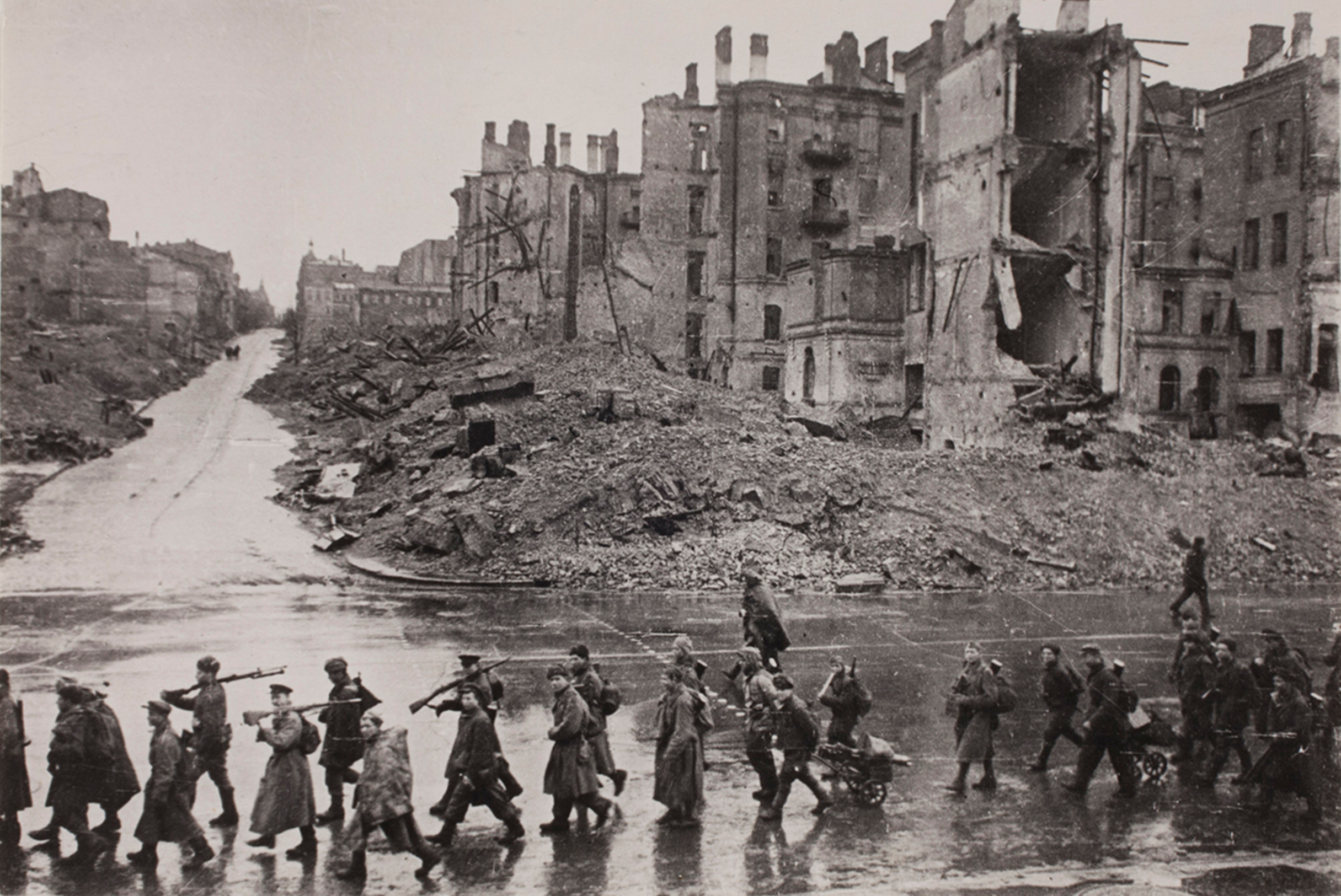
Київська вулиця Хрещатик після визволення Києва.

70-річчя визволення Києва - святкуванням у Києві, Україна, 6 листопада 2013 р. З нагоди 70-ї річниці визволення Києва від німецько-нацистських загарбників.

## Події
У Києві на вулиці Хрещатик відбувся військовий парад Збройних сил України. Через Майдан Незалежності пройшло кілька десятків військової техніки, в тому числі танки Т-34 та ракетні установки "Катюша". Під час цього відбулася хода військових оркестрів Департаменту військової музики Генерального штабу Збройних Сил України, в якій взяли участь:
- Національний зразково-показовий оркестр Збройних Сил України
- Військовий оркестр Національного університету оборони
- Військовий оркестр Київського військового ліцею імені Івана Богуна
- Військовий оркестр Військового інституту Київського національного університету імені Тараса Шевченка
- Військовий оркестр Військового інституту телекомунікацій та інформаційних технологій
- Військовий оркестр внутрішніх військ України
- Ансамбль ударників Національної академії внутрішніх справ

Масовими оркестрами керував командир оркестру батальйону почесної варти Президента м. Києва підполковник Михайло Рябоконь. Спеціальну виставкову муштру на церемонії також провелапочесна варта МВС.
Після параду в парку Вічної Слави відбулись урочисті заходи. Увечері на Майдані був організований концерт, який завершився святковим феєрверком.

## Зовнішні посилання
- Парад, YouTube